# Cristina Alberdi
Cristina Alberdi Alonso (ur. 22 lutego 1946 w Los Rosales, zm. 27 czerwca 2024 w Madrycie) – hiszpańska polityk i prawniczka, parlamentarzystka, w latach 1993–1996 minister spraw społecznych.

## Życiorys
Z wykształcenia prawniczka, absolwentka Uniwersytetu Complutense w Madrycie z 1968. W 1971 uzyskała uprawnienia zawodowe i podjęła praktykę w zawodzie adwokata. W 1975 współtworzyła organizację feministyczną pod nazwą Federación de Mujeres Progresistas, a także feministyczne zrzeszenie prawnicze. W 1985 z rekomendacji Hiszpańską Socjalistyczną Partią Robotniczą (PSOE) została członkinią Rady Głównej Władzy Sądowniczej, w której zasiadała do 1990.
Od lipca 1993 do maja 1996 sprawowała urząd ministra spraw społecznych w czwartym rządzie Felipe Gonzáleza. W latach 1996–2004 z ramienia PSOE przez dwie kadencje była członkinią Kongresu Deputowanych. Od 1997 do 2000 przewodniczyła madryckiemu oddziałowi partii, jednak w 2003 opuściła swoje ugrupowanie. W 2004 została przewodniczącą powołanej przez Esperanzę Aguirre rady doradczej do spraw przeciwdziałania przemocy wobec kobiet.